# Rimbo Kaluang
Rimbo Kaluang is een bestuurslaag in het regentschap Padang van de provincie West-Sumatra, Indonesië. Rimbo Kaluang telt 3919 inwoners (volkstelling 2010).